# 張永昌 (導演)
張永昌（1973年－），暱稱肯特、Kent，是台灣的動畫導演、視覺特效導演、肯特動畫數位獨立製片股份有限公司創辦人。

## 經歷
- 2000年9月22日[3]，成立肯特動畫數位獨立製片股份有限公司。
- 2012年，擔任國家高速網路與計算中心的3D動畫大賽評審。[2]

## 參與作品

### 短篇動畫
- 動物公寓（2007年，導演）
- 愛老虎油－小森巴的禮物（2011年，導演）

### 動畫電影
- 夢見（2013年，導演），與編劇翁文信共同參與。
- 貓影特工（2019年，導演）
- 妖果小學－水果奶奶的大秘密（2021年，導演）

### 電影
- 花漾（2012年，電影視覺特效統籌）
- 北城百畫帖（2018年，漫畫改編前導片導演）
- 流麻溝十五號（2022年，電影監製）

## 獎項
- 2012年，《愛老虎油－小森巴的禮物》獲數位金鼎獎最佳繪本動畫。[4]
- 2014年，《夢見》獲第16屆台北電影獎入圍。[5]

## 外部連結
- 肯特動畫數位獨立製片股份有限公司 （页面存档备份，存于）官方網站